# مجلة بوتنام
مجلة باتنام الشهرية للأدب الأمريكي والعلوم والفنون (بالإنجليزية: Putnam's Magazine)‏ هي مجلة شهرية، نشرتها دار نشر أبناء ج. ب. بتنام وقدّمت فرصة لنشر الأدب الأمريكي والمقالات العلمية والفنية والسياسية.

## مسلسل
أسست المجلة في ثلاثة تجسيدات مختلفة. حيث نشرت عشرة مجلدات نصف سنوية تحتوي على ستة عدد من عام 1853 إلى 1857 (المجلدات 1-10)، وستة مجلدات من عام 1868 إلى 1870 (المجلدات 1-6، السلسلة الثانية). ترقمها مكتبة جامعة كورنيل بتسلسل متتالٍ، المجلدات 1-16. أما النسخة من عام 1906 إلى 1910 فتبدأ الترقيم من جديد من المجلد 1.

### 1853-1857
في البداية، كان محرر المجلة هو تشارلز فريدريك بريجز من يناير 1853 إلى سبتمبر 1857 (وبعد ذلك دُمجت مع مجلة الولايات المتحدة لإيمرسون [الإنجليزية])؛ وقد أسسها جورج بالمر بوتنام، الذي كان يعتزم أن تكون وسيلة لنشر أفضل الكتابات الأمريكية الجديدة؛ ففي رسالة دورية أرسلها بوتنام إلى الكتاب المحتملين (بما في ذلك هرمان ملفيل)، وأعلن أن المجلة ستكون "عضوًا أساسيًا للفكر الأمريكي قدر الإمكان". رأى بوتنام إمكانية إنشاء مجلة تنافس نجاح مجلة هاربر، والتي استعانت إلى حد كبير بالمحتوى المستمد من المجلات البريطانية. وبما أن نشر الكتابات الأمريكية فقط سيميز قليلاً مجلة بوتنام عن مجلة هاربر وسيمنح هذه الأخيرة وضعًا فريدًا في السوق، فقد أشار إزرا جرينسبان إلى أن التوجه الأدبي للمجلة كان "مزيجًا بارعًا من الإيثار العقائدي والفطنة في النشر". وكان فريدريك لو أولمستيد يشغل منصب رئيس التحرير خلال السنتين الأخيرتين للمجلة.

### 1870-1868
حرره تشارلز فريدريك بريغز وإدموند كلارنس ستيدمان [الإنجليزية] وبارك جودوين [الإنجليزية] من يناير 1868إلى نوفمبر 1870، وعندها اندمج مع مجلة سكريبنر الشهرية [الإنجليزية].

### 1906-1910
أعيد إحياء مجلة بوتنام للعام 1853 ودُمجت مع مجلة "ذا كريتيك"، التي بدأت النشر في عام 1881 (أو 1884؟)، والتي كانت تُصدر بواسطة بوتنام منذ عام 1898. وأصبح سم المجلة المدموجة "بوتنام الشهرية وذا كريتيك".
وكان محررتها جانيت جيلدر وجوزيف جيلدر من أكتوبر 1906 إلى أبريل 1910، عندما اندمج مع مجلة ذا أتلانتيك الشهرية.